# Ellen Favorin

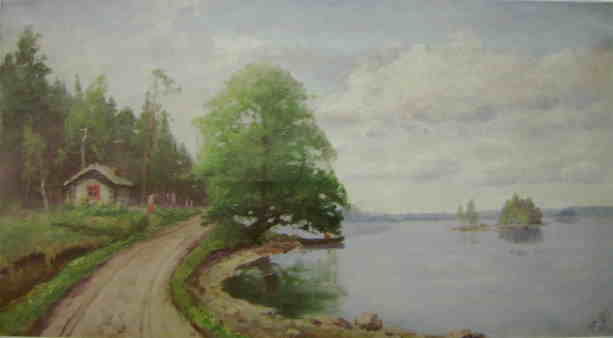
Strandlandskap av Ellen Favorin. Olja på duk 29x50 cm. Ålands Ömsesidiga Försäkringsbolags samling.

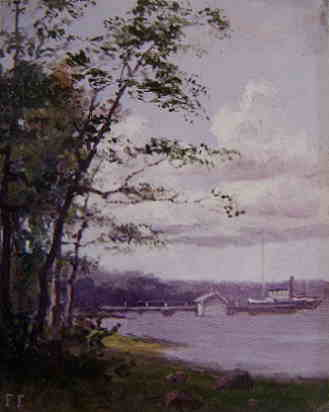
Lilla Holmen av Ellen Favorin. Olja på duk. Troligen 1889. Ålands Museum.

Ellen Favorin, född 31 december 1853 i Enare, död 27 mars 1919 i Lojo, var en finlandssvensk bildkonstnär.

## Biografi och verk
Favorins föräldrar var prästen Anders Abraham Favorin och Lovisa Favorin f. Ingman. Flera av Favorins syskon var också målare. Favorin gick i konstskola i Finland 1870–1872 och i Stockholm 1873–1874. Hon studerade sedan för Eilit Petersen i München 1875–1876 och 1884–1885 samt för A. Normann i Düsseldorf 1878–1879. Hon var också inskriven vid Académie Julian i Paris 1880–1882.
Favorin debuterade 1877 och deltog i utställningen Finlands konstnärer åren 1892, 1896, 1897 och 1899. Hon var känd för sina finländska landskapsmålningar i liten skala. Hon bodde i Lojo 1909–1919 och målade ofta landskapet runt staden men besökte också Åland och Önningebykolonin, en konstnärskoloni som verkade där mellan 1886 och 1914. Favorin och hennes syster omkom 1919 vid en brand i deras gemensamma ateljé i Lojo. Delar av hennes produktion förstördes i samma brand.

## Galleri
|                 |
| Geta Hill, 1899 |

|                           |
| Vårligt landskap, c. 1900 |

|              |
| Insjösceneri |

|                |
| Strandlandskap |

|              |
| Insjösceneri |

|           |
| Höstkväll |

|              |
| Höstlandskap |

|         |
| Vårbäck |